# Абандон
Абандо́н (фр. abandon) — відмова особи, що застрахувала майно (страхувальника), від своїх прав на це майно і передача цих прав страховикові з метою отримання від нього повної страхової суми. Як правило, страхувальник вдається до абандону у випадках пропажі або загибелі свого майна або його пошкодження в такому ступені, що відновлення представляється недоцільним. Абандон застосовується в морських перевезеннях страхувальником судна або товару.
Страхувальник може заявити страховику про відмову від своїх прав на все застраховане майно (абандон) і отримати повну страхову суму у випадках:
1. пропажі судна безвісти;
2. економічної недоцільності відбудування або ремонту застрахованого судна;
3. економічної недоцільності ліквідації пошкоджень або доставки застрахованого вантажу в місце призначення;
4. захоплення судна або вантажу, застрахованих від такої небезпеки, якщо захоплення триває більше двох місяців.[2]